# Rytterstatuen af Absalon
Rytterstatuen af Absalon på Højbro Plads i København er rejst af Københavns Kommune i 1902 til minde om biskop Absalon, Københavns grundlægger. Initiativtageren var bankdirektør Axel Heide fra Privatbanken. Det var i forbindelse som med 700-året for Absalons død (1901), at man besluttede sig for at opføre statuen. Kunstneren Vilhelm Bissen blev valgt til selve statuens udførelse, mens Martin Nyrop stod for soklen og statuens fundament, der er udført af granit (söndrumsgnejs) og tegl med en frise af en stime sild og et våbenskjold i terracotta.
På soklens forside står: "1128 ABSALON 1201"; omløbende skriftbånd øverst på soklen med indhugget reliefskrift på tre sider, begyndende på højre side: "HAN VAR MODIG SNILD, OG FREMSYNET/EN YNDER AF LÆRDOM/MED REN VILJE DANMARKS TROFASTE SØN".

## Rytterstatuen af Absalon som erindringssted
Den røde teglstenssokkel er dekoreret med vikingeslyng og svømmende sild som en hentydning til Øresunds skjulte rigdom og indtægtskilde, der spillede så stor en rolle for byen Havn (København). Desuden ses et våbenskjold med rosenkors og to himmelnøgler overkors, der er en henvisning til Absalons mere fredelige virke som Roskildebisp.
Rytterstatuen af Absalon er et såkaldt "villet erindringssted". Statuen blev opført til minde for biskop Absalon, der tillægges æren for Københavns grundlæggelse. Det er et centralt aspekt ved monumentet, at Absalon promoveres som byens grundlægger. Det erindringspolitiske sigte er med andre ord, at personificere Københavns grundlæggelse i biskop Absalon. Han får altså æren af at have grundlagt landets senere hovedstad og største by.
Rytterstatuens placering er også vigtig, når den analyseres som et villet erindringssted. Absalon skuer fra sin stejlende hest ud over Slotsholmen, og dermed magtens centrum i Danmark. Han sidder rank på sin stejlende hest og fremstår stærk og modig, skuende ud over den by, han grundlagde. Denne portrættering er heller ikke tilfældig: Han fremstår som en ægte leder, måske stejlende i trods eller foragt for dem, der nu regerer fra Christiansborg, og skal forsvare det land, han selv engang kæmpede for. Hans hoved og torso er dog drejet næsten halvfems grader mod højre, og hans blik er vendt mod Københavns Rådhus i det fjerne.

## Anvendelse
Monumentet bruges i dag primært som siddepladser for folk, der nyder solen og udsigten fra statuens sokkel. Men samtidig stemmer brugen af monumentet overens med den oprindelige intention, da forskellige historiske vandringer og guide-ture starter ved statuen. De bruger den som udgangspunkt for information om København, hvilket stemmer fint overens med det erindringspoltiske sigte; at promovere Absalon som byens grundlægger.

## Forarbejder
- Brændtlersstatuette. 1899. 31,5 x 25 x 11 cm. ARoS Aarhus Kunstmuseum, Inv.nr. S 15
- Gipsstatuette. Originalmodel? Storstrøms Kunstmuseum, Maribo
- Martin Nyrop: Fire tegninger af sokkel og placering. Københavns Museum
- Tegning af monumentets placering. Københavns Stadsarkiv